# Gornje Bukovlje
Gornje Bukovlje is een plaats in de gemeente Generalski Stol in de Kroatische provincie Karlovac. De plaats telt 267 inwoners (2001).